# Snæbjǫrn galti
Snæbjǫrn galti Hólmsteinsson war ein im 10. Jahrhundert lebender Wikinger.

## Leben
Snæbjǫrn wird in der Landnámabók erwähnt. Er war der Sohn von Hólmsteinn Snæbjarnarson und seiner Frau Kjǫlvǫr Þormóðardóttir. Hólmsteinns Vater Snæbjǫrn Eyvindarson war ein Sohn von Eyvindr austmaðr. Der ältere Snæbjǫrn hatte sich bei der Landnahme in Island im Vatnsfjörður zwischen dem Mjóifjörður und der Langadalsá angesiedelt. Der jüngere Snæbjǫrn wuchs in Þingnes gemeinsam mit einem Þóroddr auf, zeitweise aber auch bei seiner Mutter sowie seinem Cousin Tungu-Oddr, der der Sohn der Schwester seiner Mutter war.
Später lebte er bei Oddr frá Kiðjabergi Hallkelsson, dessen Sohn Hallbjǫrn Hallgerðr, die Tochter von Tungu-Oddr, heiratete. Die Ehe war unglücklich und eines Tages schlug Hallbjǫrn seiner Frau den Kopf ab. Oddr bat daraufhin Snæbjǫrn darum, Hallbjǫrn zu verfolgen. Zu zwölft ritten sie Hallbjǫrn nach, der nur zwei Begleiter hatte, und es kam zum Kampf. Dabei fielen drei der Männer Snæbjǫrns und Hallbjǫrns Begleiter, bevor Snæbjǫrn Hallbjǫrn den Fuß abschlagen konnte. Hallbjǫrn gelang es noch zwei weitere von Snæbjǫrns Männern zu töten, bevor er selbst starb. Anschließend stellte man acht Steinhaufen in Gedenken an die acht Gefallenen auf, weswegen der Ort später Hallbjarnarvǫrður (von varða „Steinhaufen“) genannt wurde.
Eines Tages beschloss er gemeinsam mit Hrólfr inn rauðsenzki, der die Hälfte seines Schiffs gekauft hatte, das von Gunnbjǫrn Úlfsson entdeckte Land zu suchen. Sie waren insgesamt 24 Mann, darunter die Brüder Þorkell und Sumarliði, die die Söhne von Þorgeirr rauðr, dem Sohn von Einarr Stafhyltingr waren, sowie sein Pflegebruder Þóroddr und dessen Frau. Ein weiterer Mann namens Styrbjǫrn dichtete eine Strophe, in der er die Ermordung von sich selbst und Snæbjǫrn voraussah. Es gelang ihnen das Land zu finden, das als Grönland identifiziert wird, und sie gingen an Land und bauten ein Haus. Styrbjǫrn fand einen Geldbeutel, den Snæbjǫrn gewaltsam an sich nahm. Später ermordete Styrbjǫrn Þóroddr und anschließend töteten Styrbjǫrn und Hrólfr auch Snæbjǫrn. Die übrigen von Snæbjǫrns Männern mussten Eide ablegen, um nicht getötet zu werden. Anschließend fuhren Hrólfr und seine Männer nach Helgeland und anschließend nach Island. Dort begannen sie eine Festung zu errichten, aber ein Mann namens Þorkell trefill ließ einen Mann namens Sveinungr Hrólfr und Styrbjǫrn töten, bevor auch Sveinungr getötet wurde.
Es wird davon ausgegangen, dass die in der Landnámabók überlieferte Erzählung ein Auszug aus einer eigenständigen Saga, der Snæbjarnar saga galta, ist, die im Laufe der Zeit verloren gegangen ist.